# Saison 2015 de l'équipe cycliste Orica-AIS
La Saison 2015 de l'équipe cycliste Orica-AIS est la quatrième de la formation. Elle recrute les multiples championnes du monde juniors Macey Stewart et Alexandra Manly, ainsi que Rachel Neylan.Annette Edmondson, Shara Gillow et Carlee Taylor sont les départs les plus notables. Après quelques succès sur piste par l'intermédiaire de Macey Stewart et de Melissa Hoskins, le début de saison est surtout marqué par la fracture de la clavicule de la leader Emma Johansson. Le succès revient pour la Suédoise à partir de mai, avec des victoires sur l'Emakumeen Euskal Bira, ses championnats nationaux puis le Tour de Thuringe. En août, elle s'adjuge la deuxième place du Grand Prix de Plouay puis gagne le Tour de Belgique avant de se classer cinquième du championnat du monde sur route. Katrin Garfoot est également une source de satisfaction pour l'équipe. Spécialiste du contre-la-montre, elle gagne le Championnat d'Océanie de la discipline, et se classe quatrième du championnat du monde. En fin de saison, l'équipe est sixième du classement UCI et de la Coupe du monde, Emma Johansson est cinquième au classement individuel UCI et douzième de celui de la Coupe du monde.

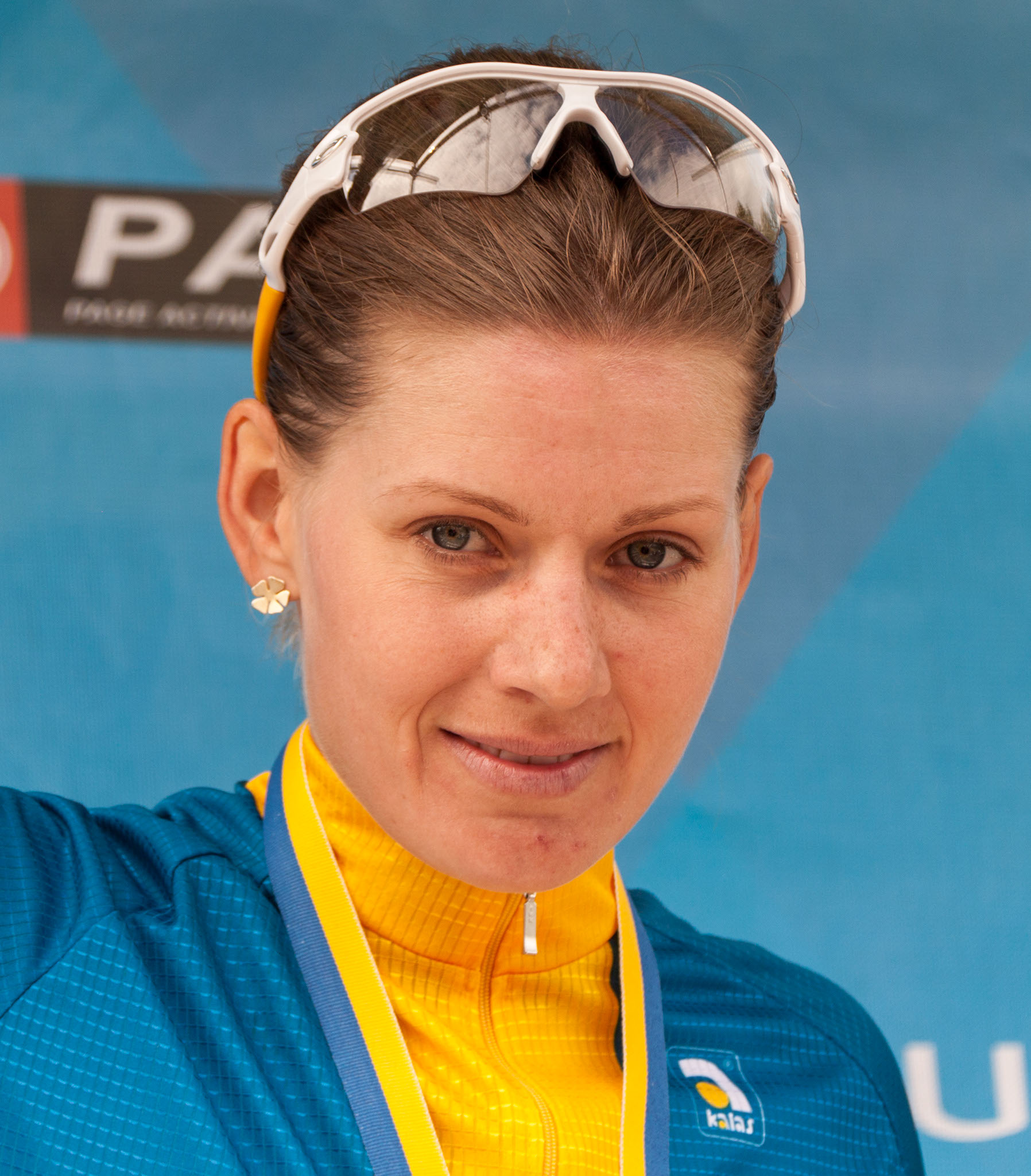
Emma Johansson est la leader de l'équipe

## Préparation de la saison

### Partenaires et matériel de l'équipe
Le partenaire principal de l'équipe est le groupe chimique australien Orica. L'Australian Institute of Sport est le partenaire secondaire. Le fabricant de caravanes et camping-car Jayco apporte également son soutien.
Les cycles sont fournis par Scott.

### Arrivées et départs
L'équipe recrute cinq coureuses Australienne en 2015. Les deux principales recrues sont des néo-professionnelles : il s'agit de Macey Stewart et de Alexandra Manly. Elles sont toutes deux championne du monde juniors de poursuite par équipes. La première porte également le maillot irisé en omnium et en contre-la-montre. La seconde est de plus championne du monde en poursuite individuelle. Les autres arrivées sont celles de Rachel Neylan, Chloe Mcconville et Lizzie Williams.
Au niveau des départs, la spécialiste de l'omnium Annette Edmondson rejoint l'équipe Wiggle Honda. La championne d'Australie du contre-la-montre Shara Gillow part pour la Rabo Liv Women, tandis que la grimpeuse Carlee Taylor va chez Lotto Soudal Ladies. Jessie Maclean et Grace Sulzberger ne sont pas conservées.
| Arrivées         | Équipe 2014                     |
| ---------------- | ------------------------------- |
| Alexandra Manly  | Néo-professionnelle             |
| Chloe Mcconville | Retour à la compétition         |
| Rachel Neylan    | Amateur                         |
| Sarah Roy        | Poitou-Charentes.Futuroscope.86 |
| Macey Stewart    | Néo-professionnelle             |
| Lizzie Williams  | Retour à la compétition         |

| Départs           | Équipe 2015         |
| ----------------- | ------------------- |
| Annette Edmondson | Wiggle Honda        |
| Shara Gillow      | Rabo Liv Women      |
| Jessie Maclean    | Amateur             |
| Grace Sulzberger  | Amateur             |
| Carlee Taylor     | Lotto Soudal Ladies |

## Effectif et encadrement

### Effectif

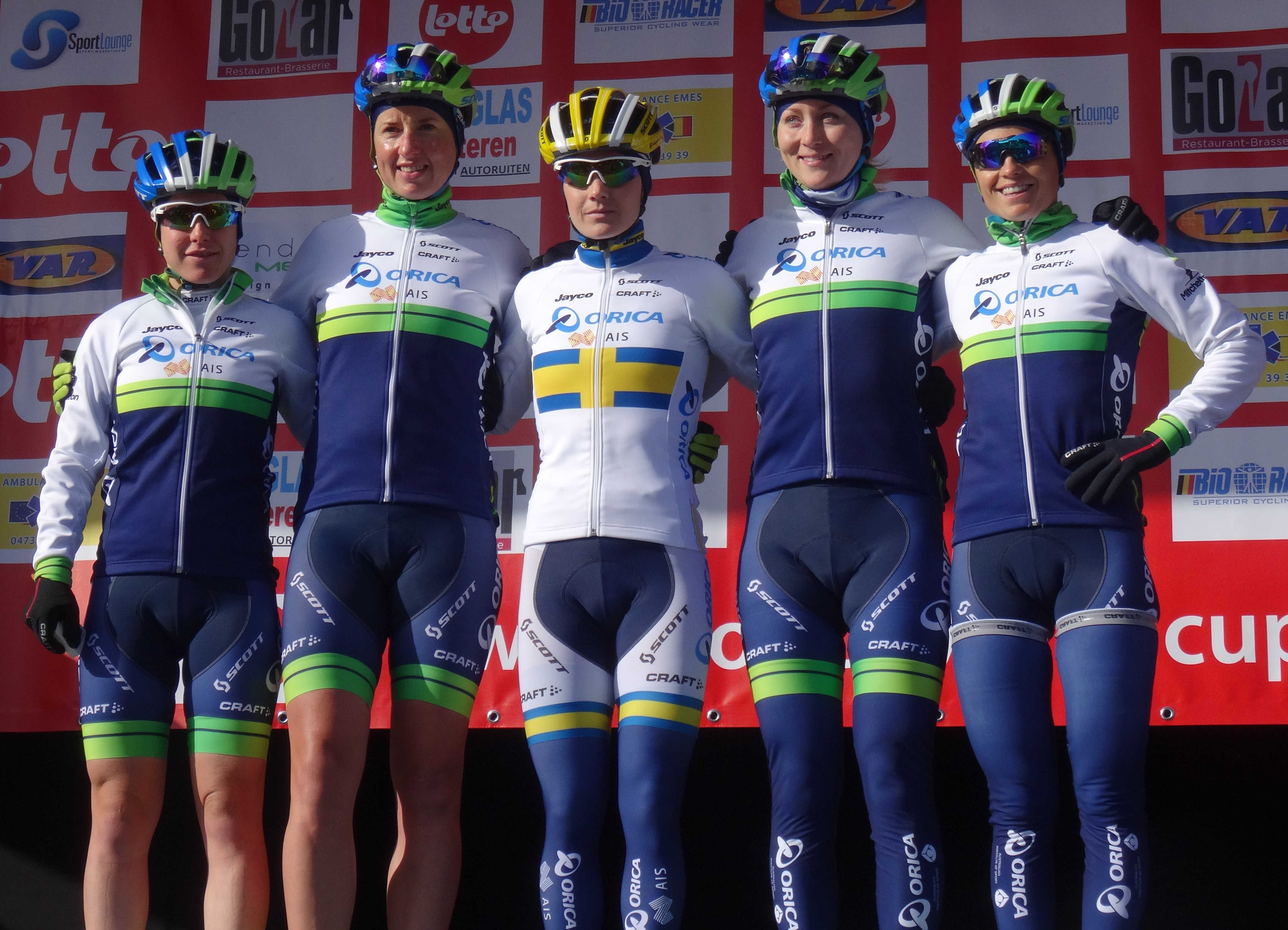
L'équipe en 2015 lors du Samyn des Dames.

| Cycliste             | Date de naissance | Nationalité | Équipe 2014                     |  |
| -------------------- | ----------------- | ----------- | ------------------------------- |  |
| Gracie Elvin         | 31 octobre 1988   | Australie   | Orica-AIS                       |  |
| Katrin Garfoot       | 8 octobre 1981    | Australie   | Orica-AIS                       |  |
| Loes Gunnewijk       | 27 novembre 1980  | Pays-Bas    | Orica-AIS                       |  |
| Melissa Hoskins      | 24 février 1991   | Australie   | Orica-AIS                       |  |
| Emma Johansson       | 23 septembre 1983 | Suède       | Orica-AIS                       |  |
| Alexandra Manly      | 28 février 1996   | Australie   | Néo-professionnelle             |  |
| Chloe Mcconville     | 1er octobre 1987  | Australie   | Retour à la compétition         |  |
| Rachel Neylan        | 9 mars 1982       | Australie   | Amateur                         |  |
| Sarah Roy            | 27 février 1986   | Australie   | Poitou-Charentes.Futuroscope.86 |  |
| Valentina Scandolara | 1er mai 1990      | Italie      | Orica-AIS                       |  |
| Macey Stewart        | 16 janvier 1996   | Australie   | Néo-professionnelle             |  |
| Amanda Spratt        | 17 septembre 1987 | Australie   | Orica-AIS                       |  |
| Lizzie Williams      | 15 août 1985      | Australie   |                                 |  |

### Encadrement
Gene Michael Bates est le directeur sportif de l'équipe. Il est assisté par Martin Barras et Wayne Nichols. Le représentant de l'équipe auprès de l'UCI est Kevin Tabotta.

## Déroulement de la saison

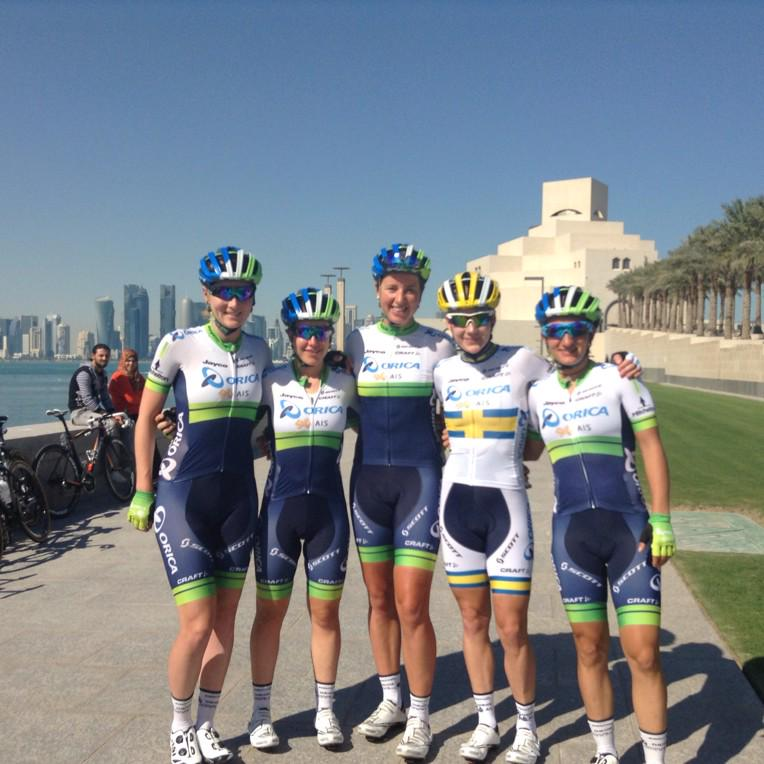
Orica-AIS lors du Tour du Qatar 2015.

### Janvier-février
En janvier, Macey Stewart fait partie de l'équipe d'Australie qui gagne la manche de Coupe du monde de Cali en poursuite par équipe. Elle remporte ensuite le titre national australien de cette discipline (avec Lauren Perry, Amy Cure et Georgia Baker). Aux championnats du monde, Melissa Hoskins remporte le titre en poursuite par équipes avec Annette Edmondson, Ashlee Ankudinoff et Amy Cure.
En février, Katrin Garfoot montre une bonne forme en devenant Championne d'Océanie du contre-la-montre puis en remportant la troisième étape du Tour de Nouvelle-Zélande.
L'équipe participe au Tour du Qatar. La deuxième étape est venteuse et une course de bordure se forme immédiatement. Emma Johansson présente dans le groupe de tête et finit cinquième. Elle prend la même place sur la dernière étape. Elle est également cinquième du classement général.

### Mars-avril
En mars, au Samyn des Dames, elle part en échappée dans le dernier tour avec Chloe Hosking et Anna van der Breggen notamment et compte jusqu'à une minute dix d'avance. Finalement, elles sont reprises. Emma Johansson prend la troisième place du sprint massif. Au Drentse 8 van Dwingeloo, Valentina Scandolara prend la bonne échappée de huit coureuses qui part à l'arrivée sur le petit circuit. Elle termine deuxième du sprint derrière Giorgia Bronzini. Aux Strade Bianche, elle ne parvient pas à suivre les meilleurs et finit douzième. Durant le Novilon Eurocup, elle chute et se casse la clavicule ce qui doit mettre un terme à sa campagne de classiques printanières. Au Trofeo Alfredo Binda-Comune di Cittiglio, Katrin Garfoot attaque en haut de la première difficulté et reste seule en tête jusqu'au deuxième tour de circuit. La coureuse de l'équipe la mieux placée est Valentina Scandolara.
Emma Johansson fait son retour seulement trois semaines après sa chute pour le Tour des Flandres où elle se classe treizième,.
À l'Energiewacht Tour, la formation se classe quatrième du contre-la-montre par équipes à trente-quatre secondes de Velocio-SRAM. À la Flèche wallonne, Emma Johansson se classe dixième.

### Mai
Au Festival luxembourgeois du cyclisme féminin Elsy Jacobs, Katrin Garfoot se classe huitième du contre-la-montre inaugural. Amanda Spratt termine troisième du sprint lors de la deuxième étape. Katrin Garfoot est septième du classement général final.
Emma Johansson se classe deuxième de la Boels Rental Hills Classic au sprint. Elle montre une grande forme en Espagne. Elle commence par s'imposer sur Durango-Durango Emakumeen Saria en s'échappant avec Katarzyna Niewiadoma dans la dernière ascension avant de la vaincre au sprint. Sur l'Emakumeen Bira qui suit, Katrin Garfoot termine deuxième du prologue une seconde derrière Annemiek van Vleuten. Emma Johansson est ensuite deuxième de la première étape devancée au sprint dans un groupe de quatre coureuses par Megan Guarnier. Elle lève les bras le lendemain après avoir dominé au sprint le groupe de dix athlètes et doublé sur la ligne Annemiek Van Vleuten. Sur la troisième étape, Katrin Garfoot s'échappe avec Elena Cecchini et Chantal Blaak et finit troisième. La Suédoise gagne encore la dernière étape devant Katarzyna Niewiadoma. Au classement général, elle se classe troisième à deux secondes seulement de la Polonaise,.
À Gooik-Geraardsbergen-Gooik, Gracie Elvin s'échappe avec Mayuko Hagiwara et Ellen van Dijk puis les domine au sprint.

### Juin
Au Tour du Trentin, Amanda Spratt attaque dans la dernière descente et s'impose en solitaire avec environ vingt secondes d'avance. L'équipe a contrôlé la course et le directeur sportif se montre très satisfait. Au championnat de Suède, Emma Johansson remporte l'épreuve contre-la-montre et la course en ligne malgré l'absence de coéquipières. Elle s'échappe dès le départ avec Moa Johansson puis réalise les cinquante derniers kilomètres seule.

### Juillet

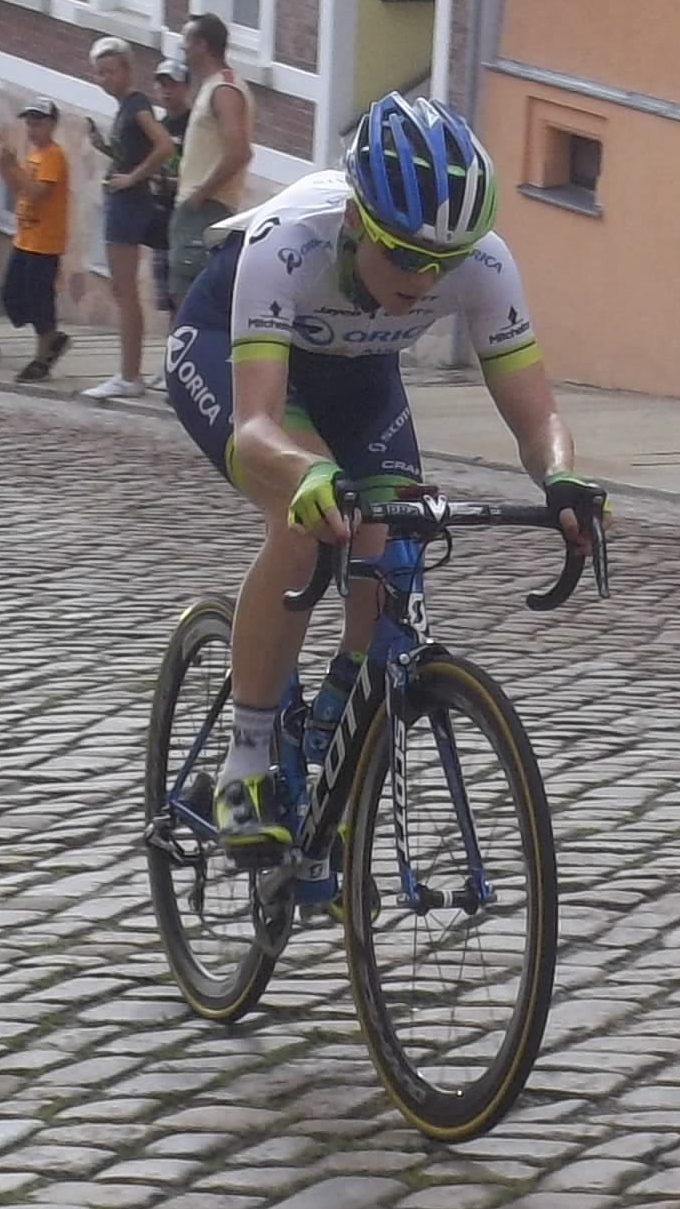
Gracie Elvin en échappée dans le mur de Meerane lors du Tour de Thuringe

Orica-AIS présente une équipe jeune au départ du Tour d'Italie. Valentina Scandolara est septième du prologue et porte ainsi le maillot bleu de la meilleure Italienne. Elle est neuvième le lendemain. Sur la troisième étape, elle fait partie du groupe d'échappée qui se dispute la victoire et se classe deuxième. Enfin, Katrin Garfoot est quatrième du contre-la-montre individuel de la huitième étape,.
Lors du Tour de Thuringe, Sarah Roy est cinquième de la première étape. Amanda Spratt prend la bonne échappée sur la deuxième étape et finit deuxième une seconde derrière Eugenia Bujak. Sur le contre-la-montre de la troisième étape, Emma Johansson se classe sixième. L'après-midi, Gracie Elvin part seule à soixante kilomètres de l'arrivée et s'impose. Emma Johansson règle le peloton derrière l'Australienne. Elle est alors quatrième du classement général. Elle est deuxième du sprint le lendemain ce qui lui donne des bonifications. Chloe Mcconville part en échappée lors de cinquième étape et se classe troisième du sprint. Amanda Spratt trouve également l'ouverture le lendemain et termine deuxième derrière sa compagnonne d'échappée Katie Hall. Elle remonte ainsi au classement général. Le matin de la dernière étape très vallonnée, Emma Johansson et Amanda Spratt comptent respectivement trente et trente-deux secondes de retard sur Lisa Brennauer au classement général. Elles les attaques et parviennent à se détacher avec Lauren Stephens et Karol-Ann Canuel. Emma Johansson accélère encore dans le final pour distancer Stephens, seule la Canadienne la suit et avant de la battre au sprint. La Suédoise remporte le Tour de Thuringe, Amanda Spratt est quatrième. Par ailleurs, la Suédoise gagne le classement par points, Orica-AIS est la meilleure équipe au temps. Emma Johansson termine ensuite septième au sprint de La Course by Le Tour de France.

### Août
Au Tour de Bochum, Lizzie Williams est la mieux classée de l'équipe à la neuvième place du sprint.
Lors du Tour de Norvège, Amanda Spratt suit l'attaque de Megan Guarnier à cinquante kilomètres de l'arrivée durant la première étape. Elle est battue par l'Américaine au sprint. Valentina Scandolara est la plus rapide du groupe de poursuivantes. Au terme de l'épreuve, Amanda Spratt est troisième du classement général, Valentina Scandolara quatrième.
Sur la course en ligne l'Open de Suède Vårgårda, Emma Johansson produit plusieurs accélérations mais ne parvient pas à se détacher. Elle termine huitième du sprint. En sélection nationale, Rachel Neylan gagne la troisième étape puis le classement général du Trophée d'Or. Au Grand-Prix de Plouay, la Suédoise suit les meilleures et se classe deuxième du sprint, battue par Lizzie Armitstead.

### Septembre
En septembre, à l'Holland Ladies Tour, Katrin Garfoot est sixième du contre-la-montre individuel de la quatrième étape. Au même moment, Valentina Scandolara s'impose sur la quatrième étape du Tour de l'Ardèche. Au Tour de Belgique, Emma Johansson termine troisième de la deuxième étape et devient deuxième du classement général une seconde derrière Anna Plichta. Elle est deuxième le lendemain et prend ainsi la tête du classement général. Lors de la dernière étape, elle doit revenir plusieurs fois sur Anna van der Breggen et termine quatrième du sprint ce qui lui permet de s'imposer sur l'épreuve.
Aux championnats du monde, la formation termine septième du contre-la-montre par équipes. La composition de l'équipe est : Gracie Elvin, Katrin Garfoot, Sarah Roy, Amanda Spratt, Macey Stewart et Lizzie Williams. Katrin Garfoot et Emma Johansson participent ensuite aux contre-la-montre individuel des championnats du monde. La première y réalise le quatrième temps alors qu'elle ne fait pas partie des favorites. Sur l'épreuve en ligne, Valentina Scandolara, Rachel Neylan, Lizzie Williams Amanda Spratt et Gracie Elvin prennent le départ. L'Italienne et Rachel Neylan font partie du groupe d'échappée qui compte jusqu'à une minute d'avance sur le peloton en milieu de course. Dans le dernier tour, Lauren Kitchen attaque avec Valentina Scandolara. Elles sont reprises par le peloton au pied de la première des trois ascensions qui ponctuent la fin du circuit. Dans la dernière ascension, Emma Johansson suit Lizzie Armitstead avant de finir cinquième du sprint.

## Bilan de la saison

### Victoires

#### Sur route
| Date         | Course                                    | Pays             | Classe | Vainqueur            |
| ------------ | ----------------------------------------- | ---------------- | ------ | -------------------- |
| 13 février   | Championnat d'Océanie du contre-la-montre | Australie        | 0      | Katrin Garfoot       |
| 20 février   | 3e étape du Tour de Nouvelle-Zélande      | Nouvelle-Zélande | 2.2    | Katrin Garfoot       |
| 31 mai       | Gooik-Geraardsbergen-Gooik                | Belgique         | 1.1    | Gracie Elvin         |
| 9 juin       | Durango-Durango Emakumeen Saria           | Espagne          | 1.2    | Emma Johansson       |
| 12 juin      | 2e étape de l'Emakumeen Euskal Bira       | Espagne          | 2.1    | Emma Johansson       |
| 14 juin      | 4e étape de l'Emakumeen Euskal Bira       | Espagne          | 2.1    | Emma Johansson       |
| 20 juin      | Tour du Trentin international féminin     | Italie           | 1.1    | Amanda Spratt        |
| 24 juin      | Championnat de Suède du contre-la-montre  | Suède            | CN     | Emma Johansson       |
| 27 juin      | Championnat de Suède sur route            | Suède            | CN     | Emma Johansson       |
| 19 juillet   | 3e étape secteur b du Tour de Thuringe    | Allemagne        | 2.1    | Gracie Elvin         |
| 23 juillet   | Tour de Thuringe                          | Allemagne        | 2.1    | Emma Johansson       |
| 24 août      | 3e étape du Trophée d'Or                  | France           | 2.2    | Rachel Neylan        |
| 26 août      | Trophée d'Or                              | France           | 2.2    | Rachel Neylan        |
| 4 septembre  | 4e étape du Tour de l'Ardèche             | France           | 2.2    | Valentina Scandolara |
| 11 septembre | Tour de Belgique                          | Belgique         | 2.2    | Emma Johansson       |

#### Sur piste
| Date       | Course                                           | Pays      | Classe | Vainqueur                      |
| ---------- | ------------------------------------------------ | --------- | ------ | ------------------------------ |
| 17 janvier | Poursuite par équipes de Cali                    | Colombie  | CDM    | Macey Stewart, Alexandra Manly |
| 30 janvier | Championnat d'Australie de poursuite par équipes | Australie | CN     | Macey Stewart                  |
| 19 février | Championnat du monde de poursuite par équipes    | France    | CM     | Melissa Hoskins                |

### Résultats sur les courses majeures

#### Coupe du monde
| Date     | #  | Course                                   | Meilleure classée    | Classement |
| -------- | -- | ---------------------------------------- | -------------------- | ---------- |
| 14 mars  | 1  | Tour de Drenthe                          | Emma Johansson       | 8e         |
| 29 mars  | 2  | Trofeo Alfredo Binda-Comune di Cittiglio | Valentina Scandolara | 14e        |
| 5 avril  | 3  | Tour des Flandres                        | Emma Johansson       | 13e        |
| 22 avril | 4  | Flèche wallonne                          | Emma Johansson       | 10e        |
| 17 mai   | 5  | Tour de l'île de Chongming               | -                    | -          |
| 7 juin   | 6  | Philadelphia Cycling Classic             | -                    | -          |
| 2 août   | 7  | Tour de Bochum                           | Lizzie Williams      | 9e         |
| 21 août  | 8  | Open de Suède Vårgårda TTT               | Orica-AIS            | 8e         |
| 23 août  | 9  | Open de Suède Vårgårda                   | Emma Johansson       | 8e         |
| 29 août  | 10 | GP de Plouay-Bretagne                    | Emma Johansson       | 2e         |

Emma Johansson est douzième du classement général de la Coupe du monde. La formation est sixième au classement par équipes.

#### Grand tour
| Grand tour            | Tour d'Italie           |
| --------------------- | ----------------------- |
| Coureuse (classement) | Rachel Neylan (32e)     |
| Accessits             | pas de victoire d'étape |

## Classement UCI
| Rang | Coureur              | Points |
| ---- | -------------------- | ------ |
| 4    | Emma Johansson       | 928    |
| 27   | Katrin Garfoot       | 317,92 |
| 36   | Amanda Spratt        | 228,75 |
| 42   | Valentina Scandolara | 194    |
| 50   | Lizzie Williams      | 163,25 |
| 66   | Gracie Elvin         | 127,25 |
| 81   | Rachel Neylan        | 98,67  |
| 370  | Chloe Mcconville     | 8      |
| 411  | Melissa Hoskins      | 6,5    |
| 430  | Alexandra Manly      | 5,17   |
| 464  | Loes Gunnewijk       | 5      |
| 468  | Sarah Roy            | 5      |

Orica-AIS est sixième au classement par équipes.